# Asociación Andereak
La Asociación Andereak (la palabra vasca andereak en castellano significa "mujeres") es una organización no gubernamental sin ánimo de lucro integrada por mujeres constituida en 2005 en la localidad vizcaína de  Durango en el país Vasco, España.

## Historia

### Origen
El 15 de enero de 2005 fue asesinada Ofelia Hernández en Durango por su excompañero, vecino de Durango lo que originó una convulsión en la localidad dando lugar a numerosas manifestaciones donde se reclamó justicia y apoyo a las instituciones para los hijos de Ofelia.
Se creó entonces la asociación Andereak (Mujeres) en colaboración con un grupo de 6 mujeres feministas de diversos campos profesionales e ideológicos y se registró como "Plataforma contra la violencia sexista".

### Objetivos
Atendiendo a los objetivos fundacionales se marcaron como objetivos específicos: potenciar procesos de prevención de la violencia hacia las mujeres, desarrollar procesos de formación promoviendo la toma de conciencia acerca de las desigualdades entre hombres y mujeres para lo cual las actividades que lleva a cabo durante su larga andadura desarrolla actividades a pie de calle y actividades colaborativas con las instituciones públicas.

### Actividades
Andereak participa en el Consejo Municipal de Igualdad de Oportunidades del Ayuntamiento de Durango y es una de las asociaciones que forma parte de Andragunea, la Casa de las Mujeres de Durango.

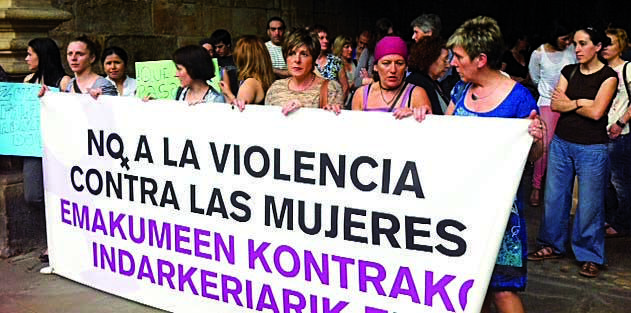
concentración de los jueves

Desde 2006 organiza la concentración semanal en el municipio de Durango contra la violencia hacia las mujeres.
Realizan cursos de formación dentro del programa de empoderamiento de Andragunea impartidos por miembros de la Asociación; así como intercambios de experiencias entre grupos de mujeres.
Desde 2013 Andereak forma parte de la Red Tartekari Sarea de apoyo social a mujeres víctimas de violencia machista, y firmó un convenio de colaboración con la Diputación Foral de Vizcaya para atender, mediante un número de teléfono facilitado por la Diputación, a las mujeres que requieran ayuda para salir de una situación de violencia de género.
Mediante este convenio la asociación cuenta con los recursos económicos que le permitirán abordar campañas de sensibilización, organizar charlas relacionadas con los temas que la agenda feminista tiene marcados como prioritarios, proponer nuevas iniciativas colaborativas al área de igualdad municipal para intervenir en los centros educativos o programar actividades intergeneracionales en la calle. 
Desde el año 2016 participan en la campaña mundial One billion rising revolution, V-Day, lanzada el Día de San Valentín, como una llamada a la acción en base a la estadística asombrosa que dice que 1 de cada 3 mujeres en el planeta será golpeada o violada durante su vida, que consiste en un Flashmob en la plaza céntrica Ezkurdi del municipio con la participación de escolares y diversas asociaciones de Durango.

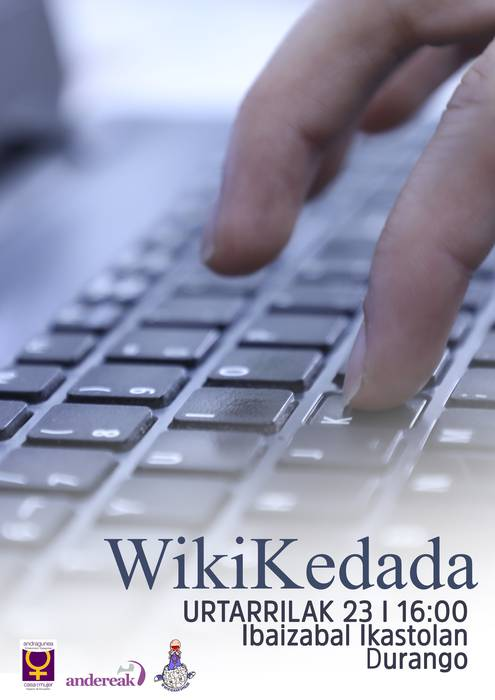
Wikikedada en Durango

Andereak organiza talleres y grupos de trabajo para colaborar en la eliminación de la brecha digital y con el objetivo de promover la participación activa de las mujeres y colaborar en la eliminación de comportamientos sexistas en el uso de las nuevas tecnologías.